# Culaccia

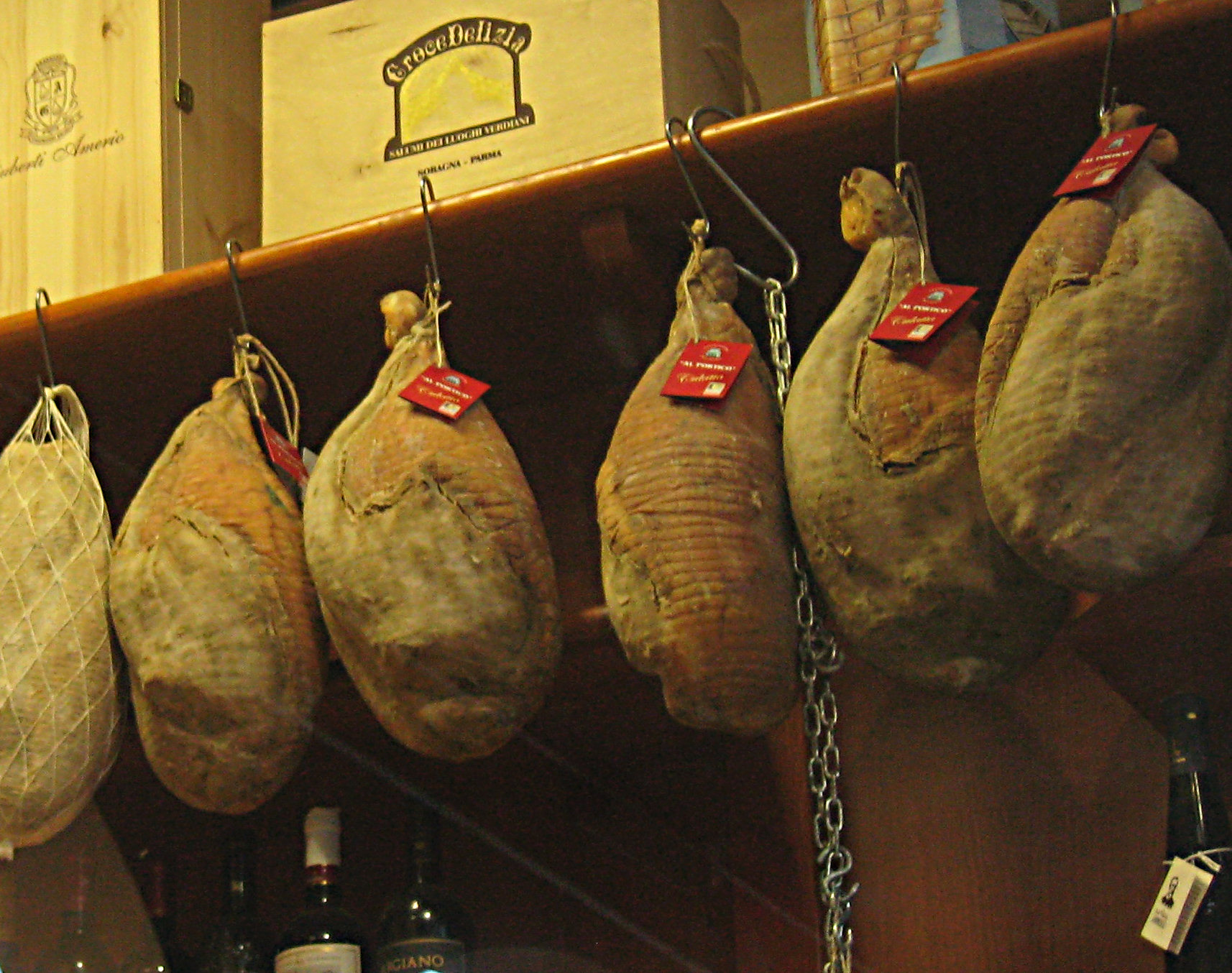
Algunas culacce colgadas.

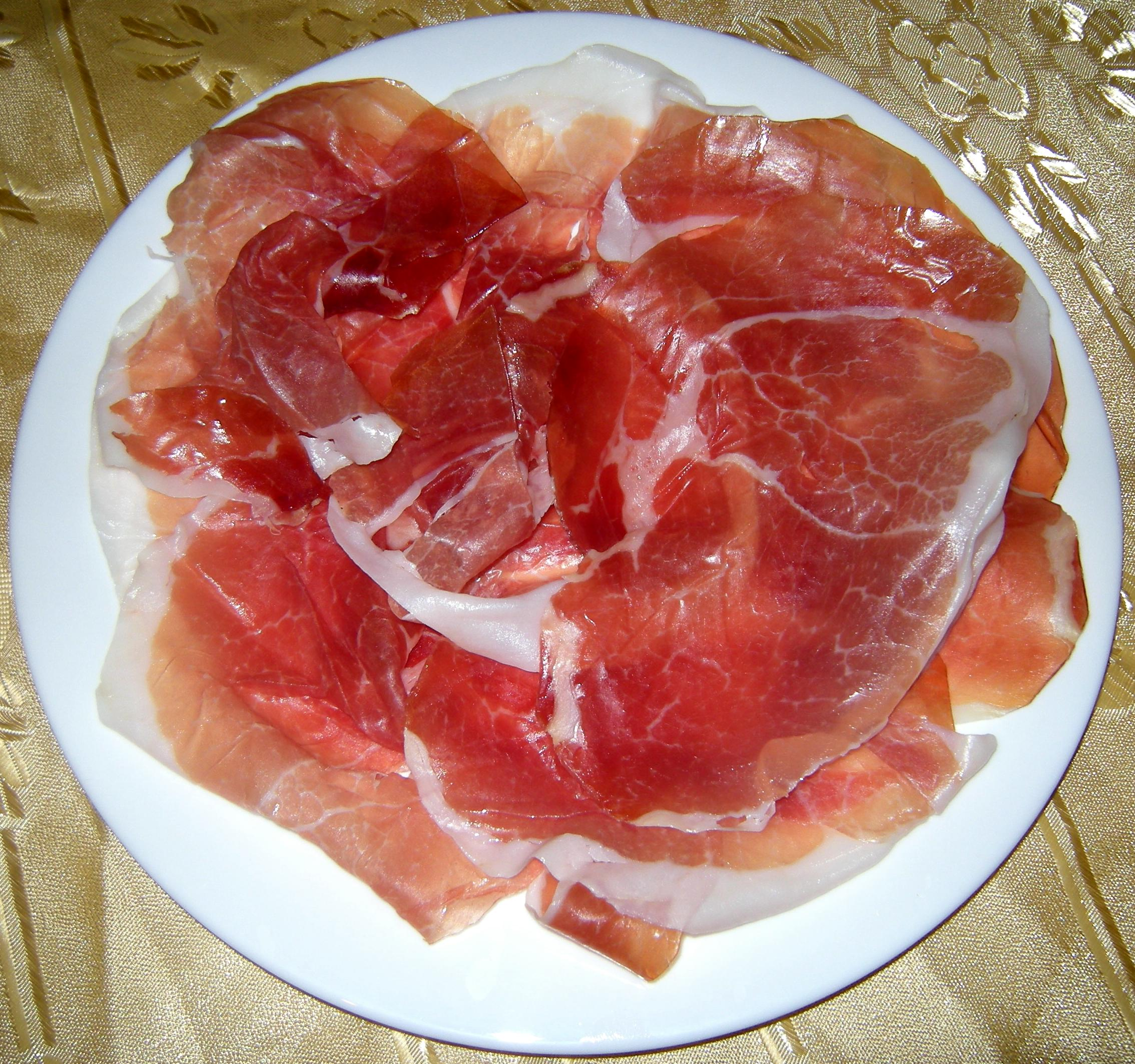
Culaccia en lonchas.

La culaccia, llamada también genéricamente culatello con cotenna o culatta (ya que culaccia es en realidad una marca registrada de un productor) es un salume (fiambre italiano) típico de Parma.
Aunque es similar en muchos aspectos al culatello di Zibello, difiere de él principalmente en que no se envuelve: un lado está cubierto por la corteza, mientras que el otro es el tocino.